# Marek Benda
Marek Benda (* 10. listopadu 1968 Praha) je český politik, syn disidenta a politika Václava Bendy a matematičky Kamily Bendové. Je nejdéle sloužícím českým poslancem, zároveň je dlouhodobě označován za jednoho z nejvlivnějších členů Poslanecké sněmovny. Do českého parlamentu (tehdy České národní rady) vstoupil počátkem roku 1990 nedlouho po sametové revoluci a poslancem je dosud, s výjimkou let 2002–2004. V letech 2017–2021 byl předsedou Ústavně právního výboru Poslanecké sněmovny.
Je členem Občanské demokratické strany (ODS), v níž reprezentuje křesťansky zaměřenou a konzervativní platformu. Od prosince 2012 do srpna 2013 zastával funkci předsedy poslaneckého klubu ODS, opět se jím stal v prosinci 2021.

## Osobní život

### Dětství a dospívání
Marek Benda se narodil 10. listopadu 1968 v Praze jako prvorozený v rodině Václava a Kamily Bendových.

### Studium
Vystudoval Střední průmyslovou školu strojní v Praze 5. V letech 1988–1990 studoval Matematicko-fyzikální fakultu Univerzity Karlovy, kterou však kvůli revolučním událostem nedokončil, stejně jako kvůli zaneprázdnění následnou politickou činností nedokončil v roce 1992 studia filozofie na Filozofické fakultě téže univerzity. Při studiu jej podle vlastního vyjádření handicapovala malá znalost cizích jazyků. V letech 2003–2008 studoval na Fakultě právnické Západočeské univerzity v Plzni a získal titul magistra. Tématem jeho diplomové práce byl Restituční proces v 90-tých letech.

#### Titul doktora práv
Na Fakultě právnické ZČU také složil rigorózní zkoušku a získal titul doktora práv (JUDr.), ovšem diplom nepřevzal a titul neužívá.
V říjnu 2009 bylo v rámci kauzy udělování akademických titulů zjištěno, že jeho magisterská a rigorózní práce na téma Restituční proces v 90-tých letech jsou shodné a rigorózní navíc nesplňuje standardní podmínky počtu normostran, neboť má sice celkem 109 stran, avšak po přepočtu na normostrany by měla pouze 57 stran. Požadovaného počtu alespoň sta stran dosáhl díky zvětšení velikosti písmen a odlišnému řádkování. Vedoucím jeho práce byl Milan Kindl, který uvedl, že práce studentů čte a zabývá se myšlenkami, ale „nepočítá písmenka“. Skupina právníků a akademiků se k ní vyjádřilo dost kriticky. Hovořilo se o již zmíněném rozsahu a především o hrubých pravopisných chybách. Brněnský děkan Jiří Zlatuška doslova prohlásil: „Na pár řádcích svého výjimečného textu udělal autor tolik chyb, že by si zasloužil poslat zpět do základní školy. O nedbalosti, se kterou tomuto prominentovi diplomovou práci akceptoval jeho konzultant, nemluvě.“ Benda nicméně uznal, že daná práce nesplňuje formální předpoklady a protože se již získaného titulu nelze vzdát, chtěl dát škole podnět k odebrání titulu, rektor Západočeské univerzity Josef Průša mu pak chtěl v tomto vyhovět, přičemž rigorózní řízení by absolvoval znovu.
V roce 2010 se však ukázalo, že jak samotný Benda, tak František Korbel, který se na plzeňské právnické fakultě zaobíral případy kontroverzně získaných titulů, dospěli k závěru, že pokud nedošlo k převzetí vysokoškolského diplomu, nemohl Marek Benda ani získat akademický titul. Přesto v červenci téhož roku Benda prohlásil, že rigorózní řízení absolvuje opětovně, k čemuž však nakonec nedošlo.

### Soukromý život
Bydlí v Praze-Nuslích. S manželkou Markétou Bendovou mají čtyři děti – Johanu, Jonáše, Apolenu a Amálii.

## Politická činnost
Do politiky se zapojil už v březnu 1989, kdy spolu se svým bratrem Filipem, Jiřím Dienstbierem ml., Michalem Semínem a Janem Dusem zorganizovali petici za zrušení paragrafu 53 zákona o vysokých školách (39/1980 Sb.; „studenti se účastní prostřednictvím Socialistického svazu mládeže činnosti a řízení vysoké školy“), kterou podepsalo 12 procent studentů MFF UK. V říjnu 1989 se tato skupina změnila v uskupení Stuha, u jehož založení stáli mimo zmíněných také Šimon Pánek a Martin Klíma. 21. listopadu 1989 byl jmenován do Koordinačního stávkového výboru studentů.
Na přelomu 1989–90 spoluzakládal Křesťansko-demokratickou stranu (KDS), jejímž předsedou se stal jeho otec Václav Benda.
Již krátce po sametové revoluci byl v únoru 1990 kooptován jako poslanec České národní rady.
Mandát v ČNR obhájil ve volbách v červnu 1990 (na kandidátce OF) a opětovně byl zvolen i v červnu 1992 (nyní za koalici ODS-KDS, volební obvod Středočeský kraj); zasedal v ústavně-právním a mandátovém výboru.

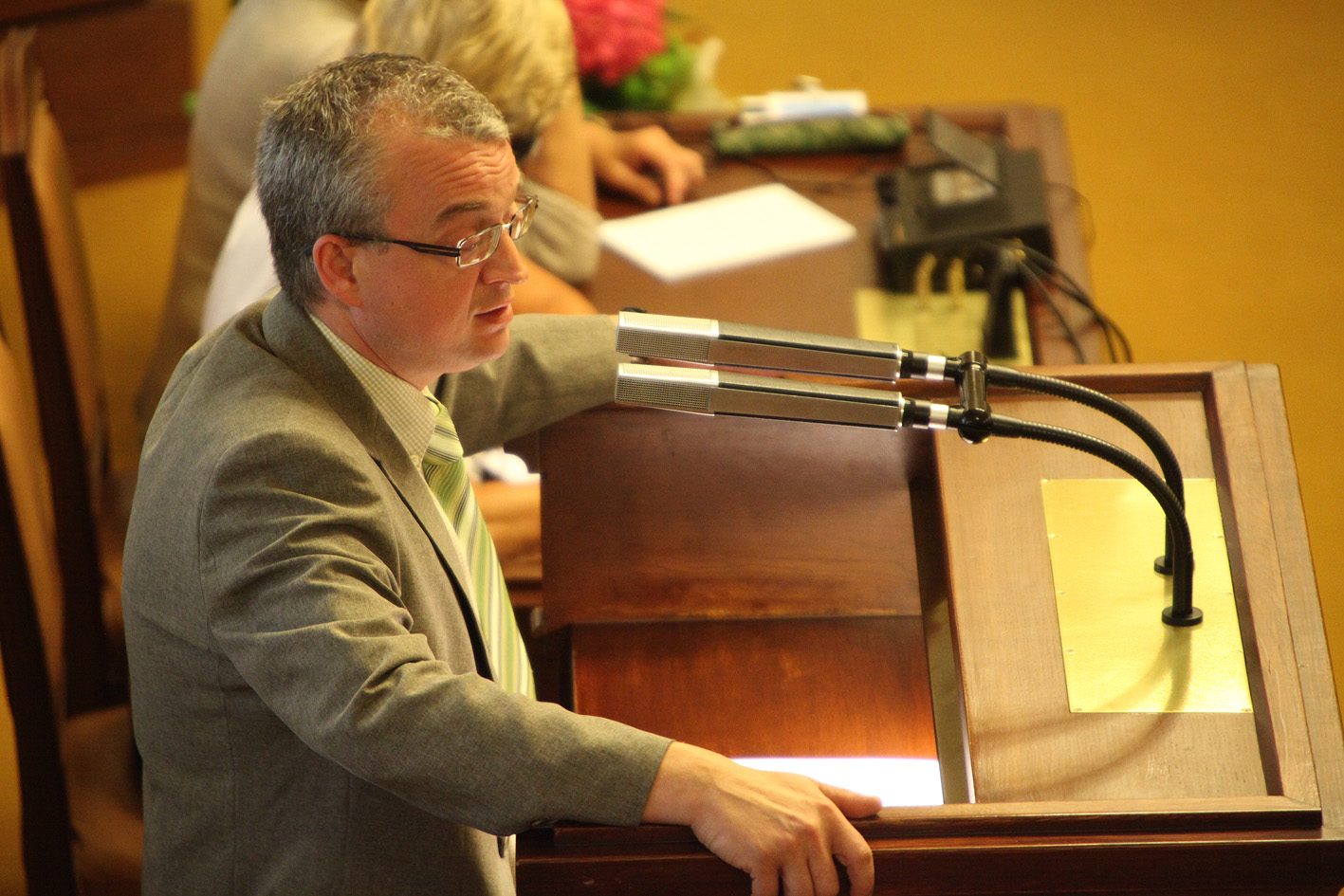
Marek Benda v Poslanecké sněmovně (2013)

Po vzniku samostatného Česka v lednu 1993 byla ČNR transformována na Poslaneckou sněmovnu Parlamentu České republiky.
Opětovně byl do dolní komory českého parlamentu zvolen ve volbách v roce 1996 (v roce 1996 se po sloučení KDS a ODS stal členem Občanské demokratické strany) a volbách v roce 1998. Ve volbách v roce 2002 zvolen nebyl (na kandidátní listině byl totiž umístěn až na 12. místo), ale do sněmovny nastoupil v červenci 2004 jako náhradník; v těchto volbách obdržel 8170 preferenčních hlasů.

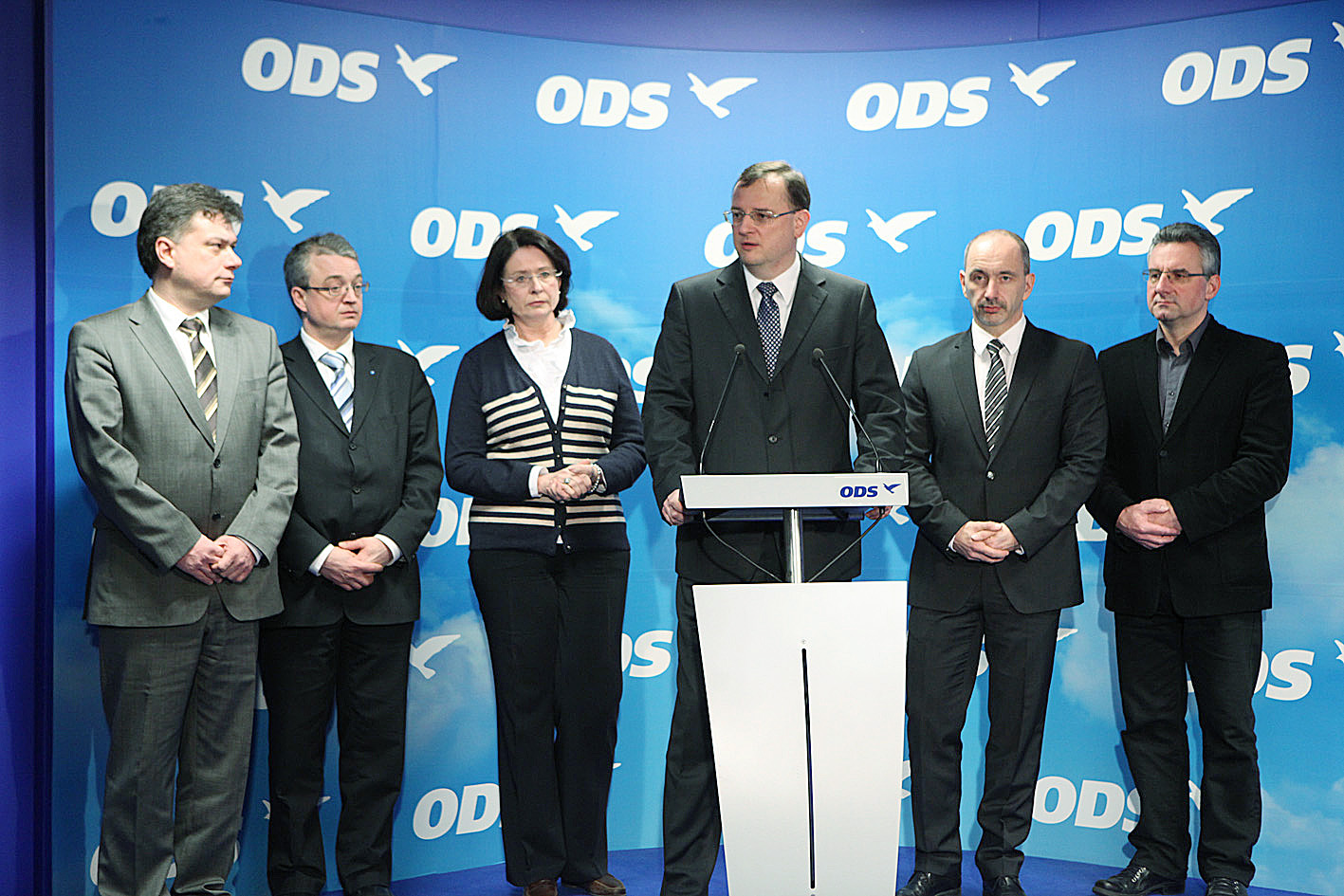
Vedení ODS v roce 2013, zleva Pavel Blažek, Marek Benda, Miroslava Němcová, Petr Nečas, Martin Kuba, Jan Zahradil

Poté byl opětovně zvolen ve volbách v roce 2006 a volbách v roce 2010. Ve volebním období Sněmovny 2010-2013 působil od prosince 2011 v Ústavně-právním výboru Poslanecké sněmovny Parlamentu České republiky.
Ve sněmovních volbách v roce 2013 kandidoval v Praze z 10. místa. Díky preferenčním hlasům dosáhl na čtvrtou pozici a znovu se tak stal poslancem. V nově ustanovené sněmovně byl na konci listopadu 2013 zvolen předsedou mandátového a imunitního výboru.
Vedl ho ale pouze do 12. prosince, kdy rezignoval, aby uvolnil místo volební lídryni strany Miroslavě Němcové, která nebyla zvolena místopředsedkyní Sněmovny.
V komunálních volbách roku 1994 neúspěšně kandidoval do zastupitelstva městské části Praha 2 za KDS.
Od roku 2006 je předsedou spolku přátel Tchaj-wanu. Od roku 2017 je předsedou meziparlamentní skupiny ČR–Arménie. Od listopadu 2017 je předsedou Ústavně právního výboru.
Ve volbách do Poslanecké sněmovny PČR v roce 2017 obhájil svůj poslanecký mandát za ODS v Praze. Získal 6 183 preferenčních hlasů.
Ve volbách do Poslanecké sněmovny PČR v roce 2021 kandidoval z pozice člena ODS na 3. místě kandidátky koalice SPOLU (tj. ODS, KDU-ČSL a TOP 09) v Praze a obhájil mandát se ziskem 23 164 preferenčních hlasů. V prosinci 2021 se stal předsedou Poslaneckého klubu ODS, jelikož jeho předchůdce Zbyněk Stanjura přijal post ministra financí ČR.
Ve sněmovních volbách v roce 2025 kandiduje ze 4. místa kandidátní listiny koalice SPOLU v Praze.

### Občanský zákoník
Marek Benda byl zpravodajem sněmovny a jejich orgánů k novému občanskému zákoníku, který kodifikoval soukromé právo, s účinností od 1. 1. 2014.

### Zákon o Sbírce zákonů a mezinárodních smluv
V anketě Zákon roku 2019 získal zákon č. 277/2019 Sb., kterým se mění některé zákony v souvislosti s přijetím zákona o Sbírce zákonů a mezinárodních smluv 2. místo. Pozměňovací návrh poslanců Marka Bendy a Martina Kupky a pozměňovací návrhy poslanců Marka Bendy, Jakuba Michálka, Zuzany Ožanové a Věry Procházkové k vládnímu zákonu, se zasloužili o větší předvídatelnost a přehlednost zákonů.

### Náhubkový zákon
Benda předložil v roce 2008 návrh novely trestního řádu, tzv. náhubkový zákon, který zakazuje zveřejňování informací z policejních odposlechů bez souhlasu odposlouchávané osoby. Podle kritiků Bendův návrh mohl výrazně omezit média v informování o zločinech. Proto se osm šéfredaktorů největších českých zpravodajských médií postavilo proti návrhu a odeslalo dopis Senátu s žádostí, aby se zástupci médií mohli zúčastnit parlamentní diskuse o novele. Bendův pozměňovací návrh schválila Poslanecká sněmovna, ale Senát ho odmítl schválit a vrátil k projednání poslancům, kteří 5. února 2009 Senát přehlasovali a schválili zákon v původní podobě. Podle některých takový zákon omezuje svobodu tisku. V roce 2011 byl zákon zmírněn, když informace o trestním řízení již lze v nezbytném rozsahu zveřejnit, odůvodňuje-li to veřejný zájem, který v daném případě převáží nad právem na ochranu soukromí dotčené osoby.

### Nižší zdanění loterií
V říjnu 2022 Benda navrhl snížení sazby daně z hazardu pro loterie z 35 na 23 % s cílem narovnat „čtyři roky staré křivdy bývalé vlády,“ kdy se kurzové sázky, binga a tomboly danily 23 procenty a 35 procenty loterie a technické hry jako herní automaty od ledna 2021 – od přeřazení z 23 na 35 % za vlády Andreje Babiše (ANO). Za nepravdu označil zkratku, že chce snížit zdanění hazardu. Proti Bendovu návrhu se vyslovila opozice i koaliční strany KDU-ČSL a hnutí Starostové a nezávislí (STAN). Návrh by zvýšil příjmy loterijním firmám jako Sazka Karla Komárka a snížil je státu a obcím.

## Politické zaměření a názory
Podle svých slov vychází z tradičních evropských hodnot, založených na křesťanských tradicích, římském právu a řecké filozofii a ctí svobodu, právní stát a obranu lidských práv tam, kde jsou potlačována. V roce 2018 uvedl, že je monarchista a rozpadu Rakousko-Uherska lituje.
K registrovanému partnerství se vyjádřil takto: „Problém je v tom, že se fakticky jedná o manželství. Naprosto nepochybuji o tom, že dalším požadavkem bude adopce. Rodina je tradičně součástí společnosti a není diskriminační, pokud na ni jiný vztah dvou lidí nemá právo.“
Poté, co v květnu 2024 vrchní žalobce Mezinárodního trestního soudu (ICC) požádal o vydání zatykače na představitele Hamásu, ale také na izraelského premiéra Benjamina Netanjahua a bývalého ministra obrany Jo'ava Galanta, za údajné válečné zločiny během války v Pásmu Gazy, Benda začal zpochybňovat smysl existence a postup ICC.